# حارة بير السويدي (صنعاء)
حارة بير السويدي هي إحدى حارات حي التحرير بمديرية التحرير إحد مديريات العاصمة اليمنية صنعاء، بلغ تعداد سكانها 1885 نسمة حسب تعداد اليمن لعام 2004.